# Warcop
Warcop is een civil parish in het Engelse graafschap Cumbria. In 2001 telde het dorp 491 inwoners.